# HKPD Jelačić Petrovaradin
Hrvatsko kulturno-prosvjetno društvo Jelačić je kulturno-prosvjetna ustanova Hrvata u Petrovaradinu. 

## Povijest
Osnovano je 2003. godine.
Preduvjeti osnivanja stvoreni su 2000-ih. Nakon otkrivanja spomen-ploče banu Jelačiću na rodnoj kući, u svjetlu novonastalih političkih i društvenih prilika, otvorila se mogućnost osnivanja hrvatskog društva. Probuđena su brojna hrvatska društva u Srijemu i Bačkoj. Petrovaradinski Hrvati odlučili su obnoviti svoj kulturni i društveni život koji se do Drugoga svjetskog rata odvijao kroz djelovanje tridesetak udruga. Potporu im je dao srijemski biskup mons. Đuro Gašparović.  Osnivačka skupština Društva održana je na spomendan sv. Katarine, 25. studenoga 2003. godine, u svečanoj auli rezidencije srijemskoga biskupa. Na skupštini je rad HKPD-a Jelačić Petrovaradin, usvojen statut, izabrani članovi odbora. Prvi predsjednik bio je Petar Barbek. Osnivanje nije prošlo bez poteškoća. Poslije niza uzastopnih odgađanja i primjedaba za registraciju Ministarstva unutarnjih poslova u Novom Sadu, HKPD je konačno registriran 8. ožujka 2004. godine u Ministarstvu za ljudska i manjinska prava Srbije i Crne Gore, u Beogradu.
Početak rada obilježio je izvrsni nastup već postojećeg vokalno-instrumentalnog sastava „Patoka“.

## Prostorije
Smješten je u Strossmayerovoj 20. Uredski prostor je u Koste Nađa 21. Vodstvo čine Petar Pifat, predsjednik, Slavko Petričević, dopredsjednik i Marina Karavanić, tajnica. 

## Sekcije
Društvo ima pjevačku, tamburašku, povijesno-istraživačku, športsku, dramsku i likovnu sekciju.

## Aktivnosti
Manifestacije koje održava su Pokladni karneval na nedjelju prije Čiste srijede – Pepelnice, u veljači obilježava Spomendan smrti Josipa Runjanina, u ožujku obilježava Spomendan rođenja Franje Štefanovića, u svibnju obilježava Spomendan rođenja Ilije Okrugića Srijemca, u drugoj polovici lipnja održava Godišnji koncert Mješovitog zbora i tamburaškog orkestra, 16. listopada održava Svečanu akademiju u povodu obilježavanja spomendana bana Jelačića, na 6. prosinca održava prigodni program za sv. Nikolu te posljednjeg tjedna u prosincu Božićni koncert. Vrlo je uspješna športska sekcija, zahvaljujući svojoj nogometnoj sekciji. 

## Uspjesi
Osvojila je broju priznanja, po kojima je u vrhu i u Društvu i među ostalim hrvatskim udrugama u Srijemu. Malonogometaši HKPD-a Jelačić redovito pobjeđuju na malonogometnim turnirima održanim u organizacijama hrvatskih udruga u Zemunu, Srijemskoj Mitrovici, Rumi i Slankamenu. Sekciju vodi Milan Mikuljan.

## Vanjske poveznice
- Facebook profil
- Hrvatske novine HKPD „Jelačić“ Petrovaradin 10. kolovoza 2016.